# HD205073
HD205073 — хімічно пекулярна зоря спектрального класу A1, що має видиму зоряну величину в смузі V приблизно  8,0.
Вона  розташована на відстані близько 1065,9 світлових років від Сонця.

## Пекулярний хімічний склад
Зоряна атмосфера HD205073 має підвищений вміст 
Si
.

## Магнітне поле
Спектр даної зорі вказує на наявність магнітного поля у її зоряній атмосфері.
Напруженість повздовжної компоненти поля оціненої з аналізу
становить  327,0± 350,0 Гаус.